# روبرت تومسون (صحفي)
روبرت تومسون (بالإنجليزية: Robert James Thomson)‏ هو صحفي أسترالي، ولد في 11 مارس 1961 في Torrumbarry ‏ في أستراليا.

## وصلات خارجية
- روبرت تومسون على موقع الموسوعة البريطانية (الإنجليزية)
- روبرت تومسون على موقع مونزينجر (الألمانية)